# Lole y Manuel
Lole y Manuel fue un dúo de flamenco formado en 1972 por los músicos gitanos andaluces Dolores Montoya Rodríguez (1954-) y Manuel Molina Jiménez (1948-2015). A mediados de los años setenta se convirtieron en uno de los principales renovadores del flamenco, en un momento de efervescencia contracultural en Andalucía y de surgimiento del rock andaluz. Por su incorporación al género de influencias diversas de otros géneros del momento, son considerados uno de los iniciadores del nuevo flamenco.
Su carrera se inició con la publicación de Nuevo Día (1975), editado sin promoción y eventualmente convertido en un éxito de crítica y comercial. El disco definió gran parte de su sonido posterior, con un cante crudo, letras poéticas de Juan Manuel Flores y producciones de Ricardo Pachón, así como el uso de instrumentos que nunca antes habían sido utilizados en el género, como el mellotron.Esta obra influyó en obras posteriores del nuevo flamenco como Veneno (1977) de Veneno o La leyenda del tiempo (1978) de Camarón de la Isla, ambos producidos también por Pachón.
En los años siguientes publicaron Pasaje del Agua (1976) y Lole y Manuel (1977), que continuaron esa senda de experimentación e introducían elementos árabes. Tras un descanso, regresaron con Al Alba Con Alegría (1980), que homenajeaba a su hija Alba Molina y contaba con producciones de Imán, Califato Independiente en lugar de Pachón, y en 1984 publicaron Casta, que incorporaba arreglos orquestales y la producción de Gualberto García. Tras su separación artística y personal, regresaron en 1992 con un disco de versiones sinfónicas de Manuel de Falla, al que siguió Alba Molina (1994) y un disco final en directo el año siguiente. Posteriormente, ambos han desarrollado carreras en solitario.

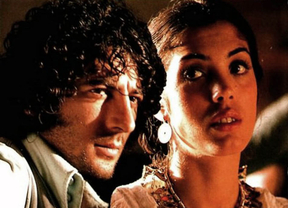
Lole y Manuel interpretando "Al alba con alegría".

## Biografía

### Inicios
Lole y Manuel fueron matrimonio afectivo y pareja musical de flamenco desde 1972. Tienen una única hija, también cantante llamada Alba Molina. Tanto Manuel Molina como Dolores Montoya son miembros de familias gitanas de estirpe artística. En el caso de Manuel, es hijo de Manuel Molina Acosta, más conocido como El Encajero, y Lole es hija de la cantaora y bailaora Antonia La Negra y del bailaor Juan Montoya. 
Ya como dúo, empezaron a tocar juntos en 1973, y comenzaron a trabajar en canciones en su barrio de Triana (Sevilla). El productor Ricardo Pachón les ofreció grabar una maqueta, para la que viajaron hasta Madrid en una grabación que duró tres días. Debido a alguna diferencia en la producción, la pareja se negó a firmar el contrato, pero conservaron una copia del máster.

### Nuevo Díay salto a la fama
A pesar de no tener nada firmado, se lanzó el disco bajo el sello Movieplay, sin ningún tipo de campaña publicitaria ni presentación ni promoción. Nuevo Día (Movieplay, 1975) empezó a funcionar, primero con buenas críticas de la prensa especializada y después el boca a boca fue haciendo que el disco se convirtiera en un gran éxito. Para no acabar en los tribunales tanto el sello como el dúo llegan a un acuerdo para darles la carta de libertad, para entonces el sello CBS les ofreció un contrato por el que grabaron sus siguientes discos. El disco incorporaba al flamenco influencias del folk estadounidense, el blues o el rock psicodélico.

### Discos posteriores y separación
En los años siguientes publicaron Pasaje del Agua (1976) y Lole y Manuel (1977), que continuaron experimentando con diferentes elementos. Pasaje del Agua incorporaba instrumentación árabe y a la propia Lole cantando en esta lengua, y en él tocan Smash y, en el «Taranto del Hombre», Gualberto García. Tras editar tres álbumes en tres años, el dúo se tomó una pausa en la que nació su hija Alba Molina. Regresaron con Al Alba Con Alegría (1980), dedicado a ella, y que no contaba ya con Ricardo Pachón como productor pero sí con arreglos de Imán, Califato Independiente. En 1984 publicaron Casta, que incorporaba arreglos orquestales y la producción de Gualberto. Tras su separación artística y personal, regresaron en 1992 con un disco de versiones sinfónicas de Manuel de Falla.
En 1994 publicaron Alba Molina, y el año siguiente, el disco en directo Una voz y una guitarra (1995) desde el Teatro Monumental de Madrid .Este fue su último trabajo como dúo, y en los años siguientes continuaron desarrollando carreras en solitario, con colaboraciones puntuales en el disco de Lole Ni el Oro Ni la Plata (2004). En mayo de 2015 falleció Manuel Molina a los 67 años de edad en su domicilio de San Juan de Aznalfarache, Sevilla.

## Legado
La música de Lole y Manuel ha desempeñado un papel destacado en las películas Manuela (1976) de Gonzalo García Pelayo, Flamenco (1995) y Deprisa, deprisa (1981) de Carlos Saura y Siesta (1987) de Mary Lambert. En 2004 «Tu mirá», de Pasaje del Agua (1976), fue incluida en la banda sonora de Kill Bill: Volumen 2 de Quentin Tarantino.En 2022 se estrenó en el Festival de Venecia el cortometraje de Carla Simón Carta de mi madre para mi hijo, que usaba como hilo conductor «Un cuento para mi niño», de Nuevo Día (1975).
El estilo de cante de Lole ha influido en el de cantaoras como Estrella Morente, Niña Pastori o Mayte Martín, y ha sido revindicado por Rosalía, Silvia Pérez Cruz o Maria Arnal.En 2018 se estrenó el documental Nuevo Día de Alejandro García Salgado, que sigue el proceso de grabación del primer álbum del dúo.

## Discografía

### Álbumes de estudio
- Nuevo día (1975)
- Pasaje del agua (1976)
- Lole y Manuel (1977)
- Al Alba con alegría (1980)
- Casta (1984)
- Lole y Manuel cantan a Manuel de Falla (1992)
- Alba Molina (1994)
- Una voz y una guitarra (álbum en directo) (1995)